# Sabine Zwiener
Sabine Zwiener (née le 5 décembre 1967 à Heilbronn) est une athlète allemande, spécialiste du 800 m,.
Aux Championnats d'Europe juniors d'athlétisme 1985, elle remporte la médaille d'or sur 4x400 mètres et le bronze sur 400 mètres haies.
En 1988, elle est championne d'Europe en salle à Budapest sur 800 m.
Elle sera également médaillée d'argent aux Championnats d'Europe d'athlétisme en salle 1990 à Glasgow sur 800 m.